# Мідяни
Мідя́ни (рос. Медяны) — село у складі Юр'янського району Кіровської області, Росія. Адміністративний центр Мідянського сільського поселення.
Населення становить 469 осіб (2010, 560 у 2002).
Національний склад станом на 2002 рік — росіяни 98 %.